# Ouvertüre: Eine Nacht in Venedig
Ouvertüre: Eine Nacht in Vendig är en ouvertyr av Johann Strauss den yngre. Den spelades första gången den 3 oktober 1883 på Neues Friedrich-Wilhelmstädtisches Theater i Berlin.

## Historia
Ouvertyren till En natt i Venedig innehåller endast en bråkdel av operettens mest berömda melodier. Öppningens Allegro börjar med en kvintserie byggd på Anninas 'Spottlied' (Nr. 16) i akt III med orden "Ein Herzog, reich und mächtig". Därefter följer körpartiet (Nr. 13) från finalen till akt II, "Horch! Von San Marco der Glokken geläut"', medan det Allegro som följer inte återfinns i det publicerade klaverutdraget och kan möjligen bestå av material som togs bort före premiären i Wien. Passagen Tempo di Valse citerar duetten mellan Annina och hertigen (Nr. 10) i finalen till akt II, som börjar med orden "Ach, was ist das?". Ytterligare en sammanlänkande passage leder vidare till Andante mosso från Caramellos 'Gondollied' ("Komm' in die Gondel") (Nr. 7a) från finalen till akt I. Agricolas "So ängstlich sind wir nicht" (Nr. 8a) från akt II använde Strauss till delen Allegro moderato, som följs av repeterat material som använts tidigare i ouvertyren: det okända Allegrot, Tempo di Valse, Quais maestoso och Allegro moderato (nu markerat som Allegro), och dess kombineras till en effektfull och rytmisk avslutning.
Efter att ha dirigerat Wienpremiären av operetten den 9 oktober 1883 överlät Johann Strauss till sin broder Eduard Strauss att framföra ouvertyren som konsertnummer. Redan den 4 oktober framförde Eduard stycket vid en av sina söndagskonserter med Capelle Strauss i Gyllene salen i Musikverein.

## Om verket
Speltiden är ca 7 minuter och 57 sekunder plus minus några sekunder beroende på dirigentens musikaliska tolkning.

## Weblänkar
- Ouvertüre: Eine Nacht in Venedig i Naxos-utgåvan.